# Дзвоники альпійські
{{#ifeq:0|0|{{#if:|{{#if:Campanulaalpina|[[]}}|}}}}
Дзвоники альпійські (Campanula alpina) — дво-багаторічник, анемохор, автохор, ентомофіл. Представник роду дзвоники (Campanula), родини дзвоникові (Campanulaceae).

## Поширення та екологія
Вид поширений у Східних Альпах(1250–2400, місцями до 2800 м), Карпати (у Татрах від 1455 м до найвищих вершин), гірські масиви Балканського півострова.
В Українських Карпатах досить звичайний вид для високогір'я Свидовця, Чорногори, Чивчинських гір і Мармароського масиву.
Часто зростає на альпійських та субальпійських луках, скелях і скелястих місцях, піднімаючись до найвищих вершин.
Південно-середньоєвропейський високогірний (субальпійсько-альпійський) вид.

## Морфологія
Невеличка трав'яниста рослина 5-20 см заввишки.
Корінь

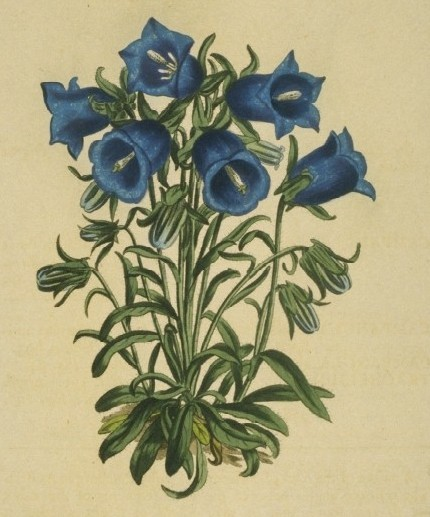
Ілюстрація в книзі: ‘‘Flora batava’’ by Jan Kops and others. Amsterdam, J.C. Sepp, 1822, volume 4

Товстий, м'ясистий, розгалужений, містить молочний сік.
Стебло
Шорстко запушене, нижні листки оберненояйцеподібні, поступово звужені у черешок, стеблові — видовженоланцетні, сидячі.
Квітки
Зібрані китицеподібною волоттю, пониклі, придатки між частками чашечки короткі, частки чашечки значно довші від половини віночка.
Віночок
Вузькодзвоникоподібний, синій. Цвіте у червні-липні.

## Охорона
Зростають у Чорногірському і Мармароському масивах Карпатського біосферного заповідника, у Карпатському національному природному парку та інших природоохоронних резерватах.
Під охороною у Словаччині.
Потерпають від витоптування при перегоні овечих отар, а також від зривання туристами.

## Використання
Має декоративні властивості, тому широко вирощується в альпінаріях, здебільшого у Західній Європі разом з іншими гірськими видами. Всього в декоративному квітникарстві розводять понад 110 видів роду Campanula L.

## Таксономія
Синоніми:
- Campanula alpina subsp. orbelica (Panc.) Urum.
- Campanula orbelica Pancic
- Marianthemum alpinum (Jacq.) Schur, Verh. Mitth. Siebenbürg. Vereins Naturwiss. Hermannstadt 4: 48 (1853).
- Campanula macrorhiza var. polycaulis Vuk.(інші мови), Linnaea 26: 330 (1854), nom. superfl[1]

Підвиди:
- Campanula ciblesii Prodán
- Campanula haynaldii Szontágh(інші мови)[2]

## Галерея

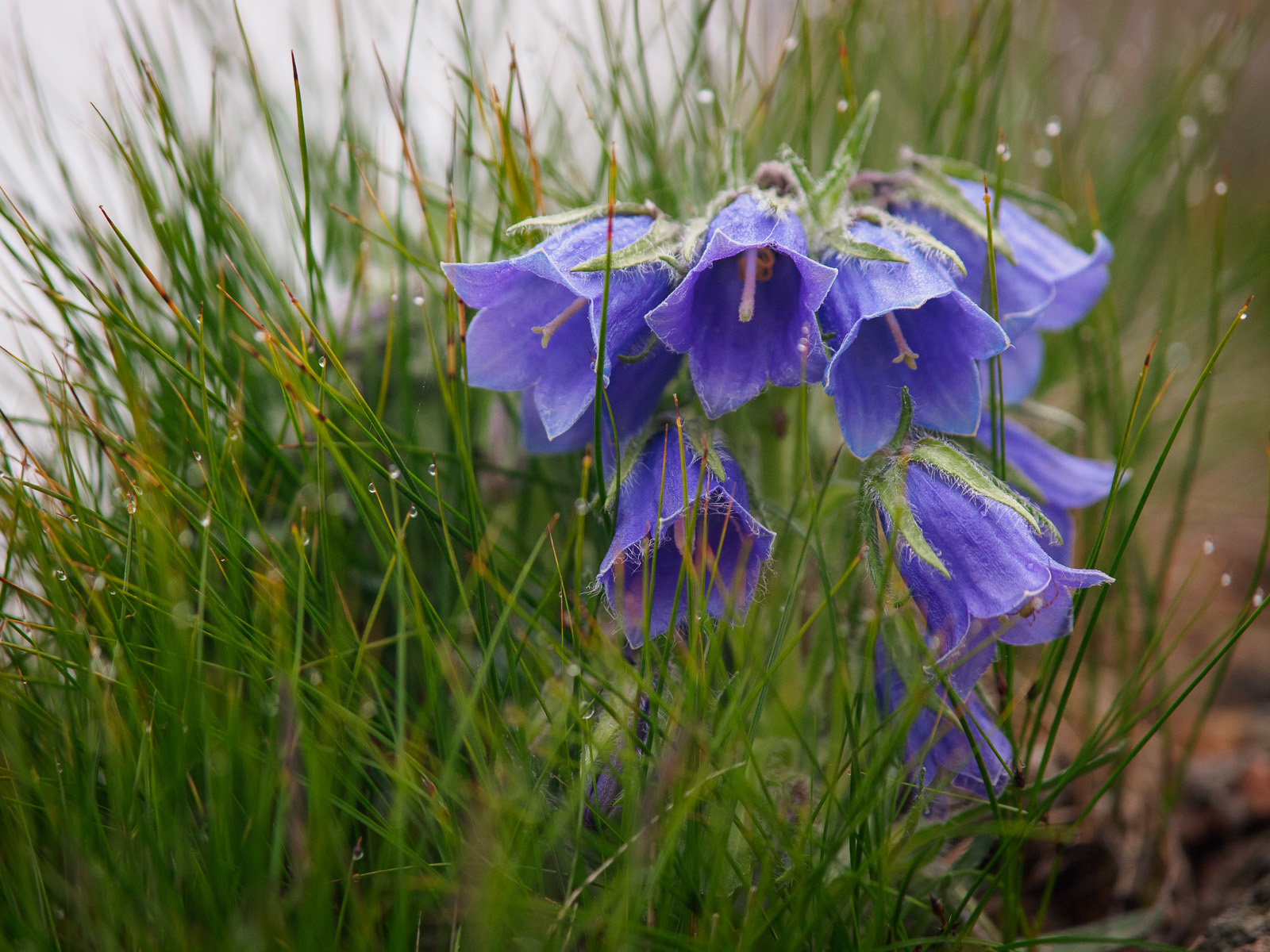
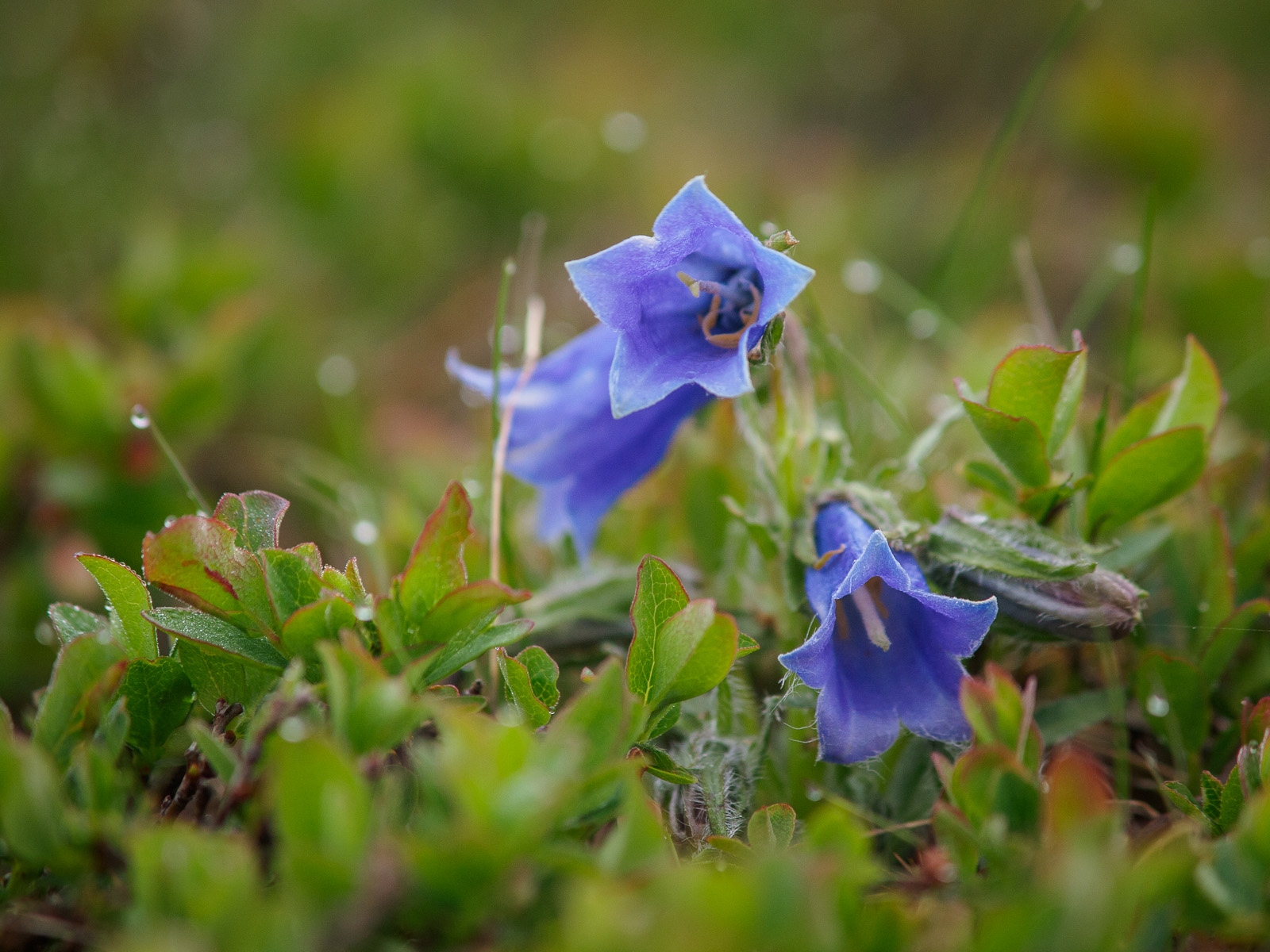
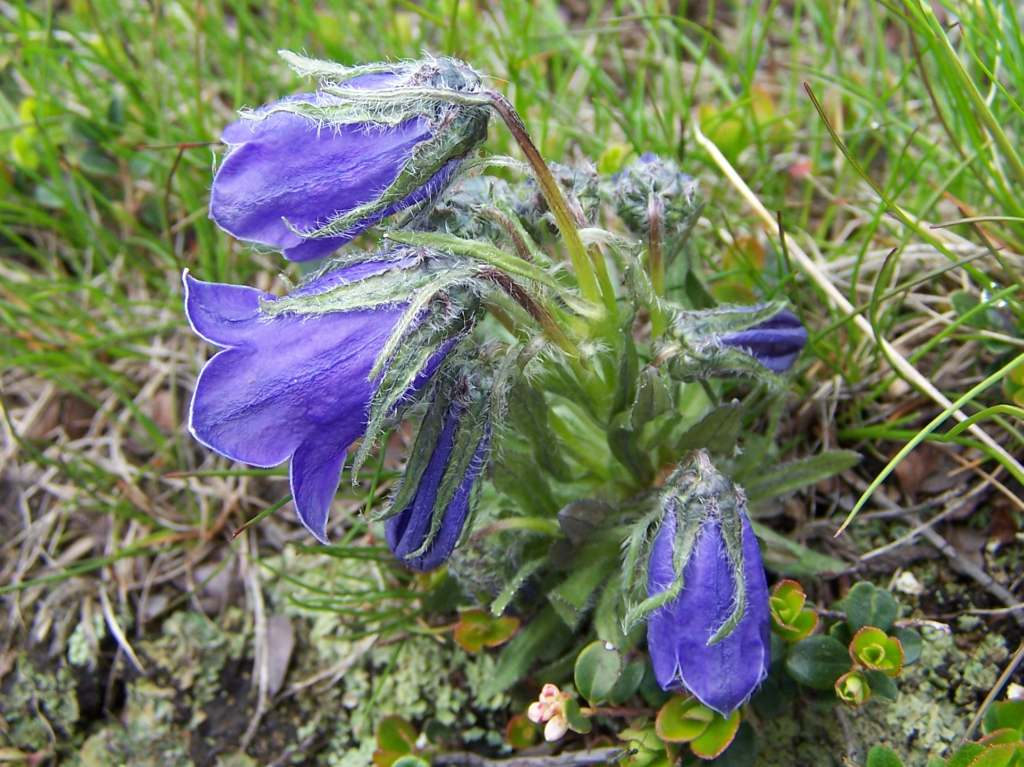
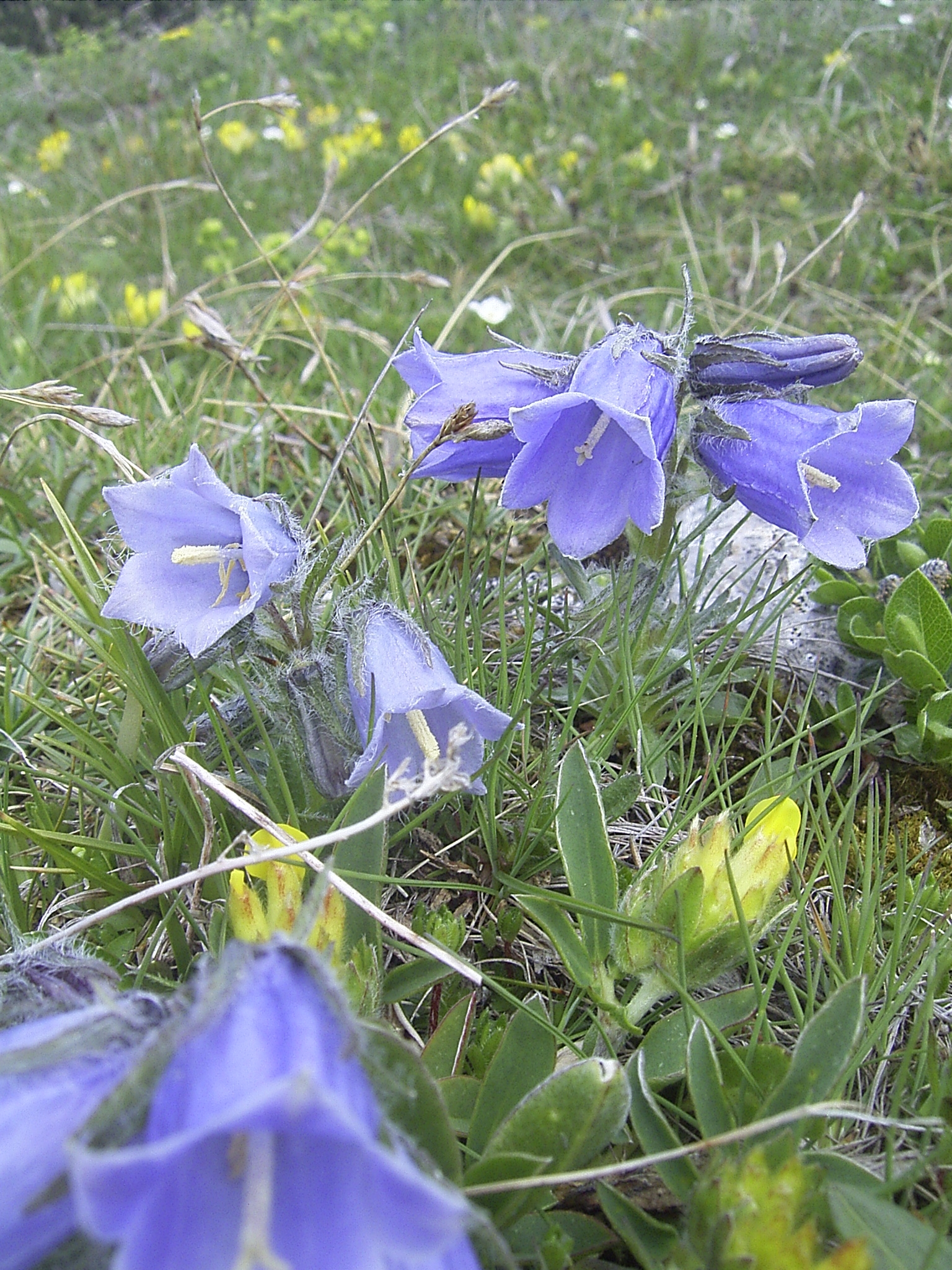
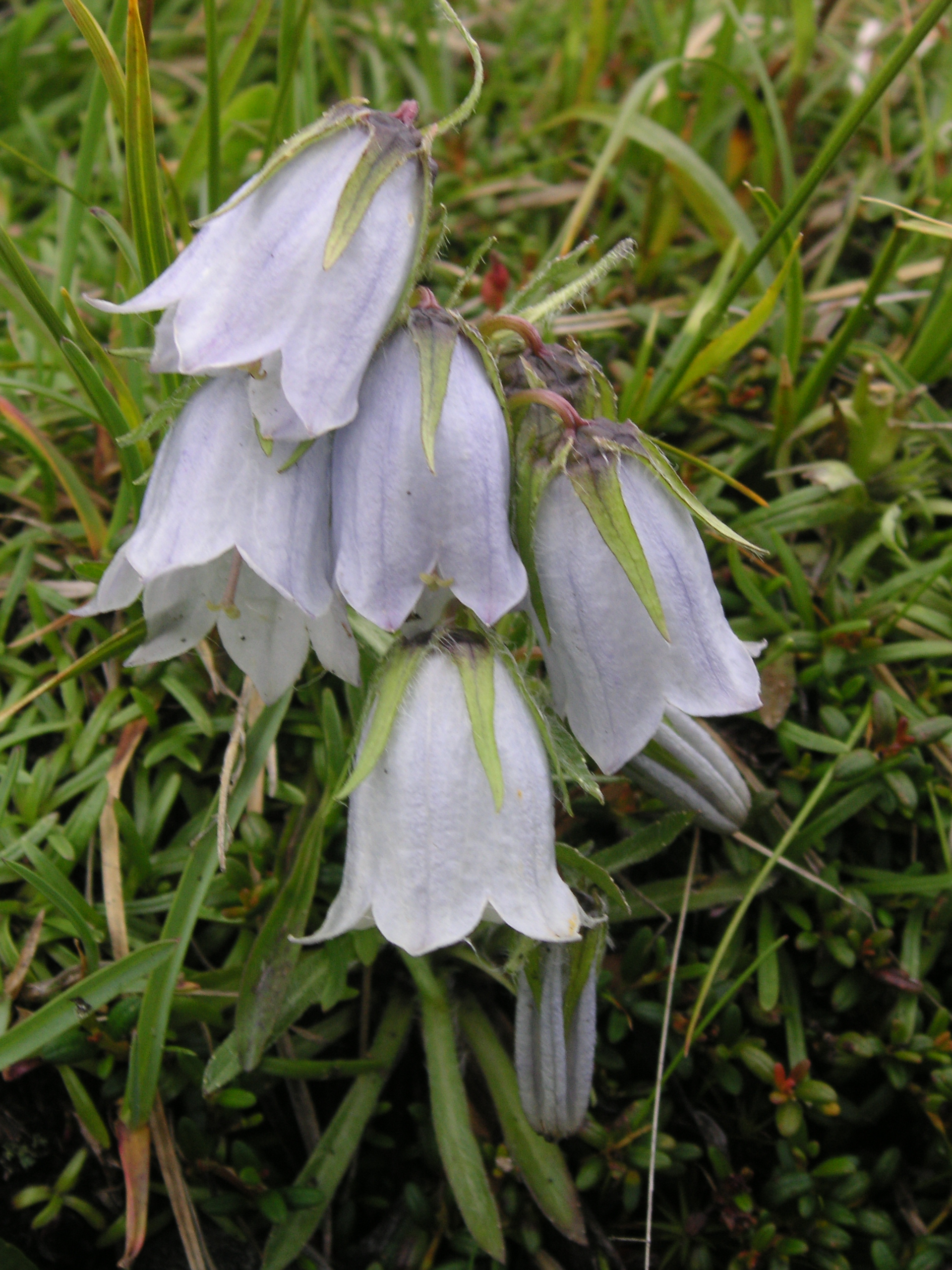
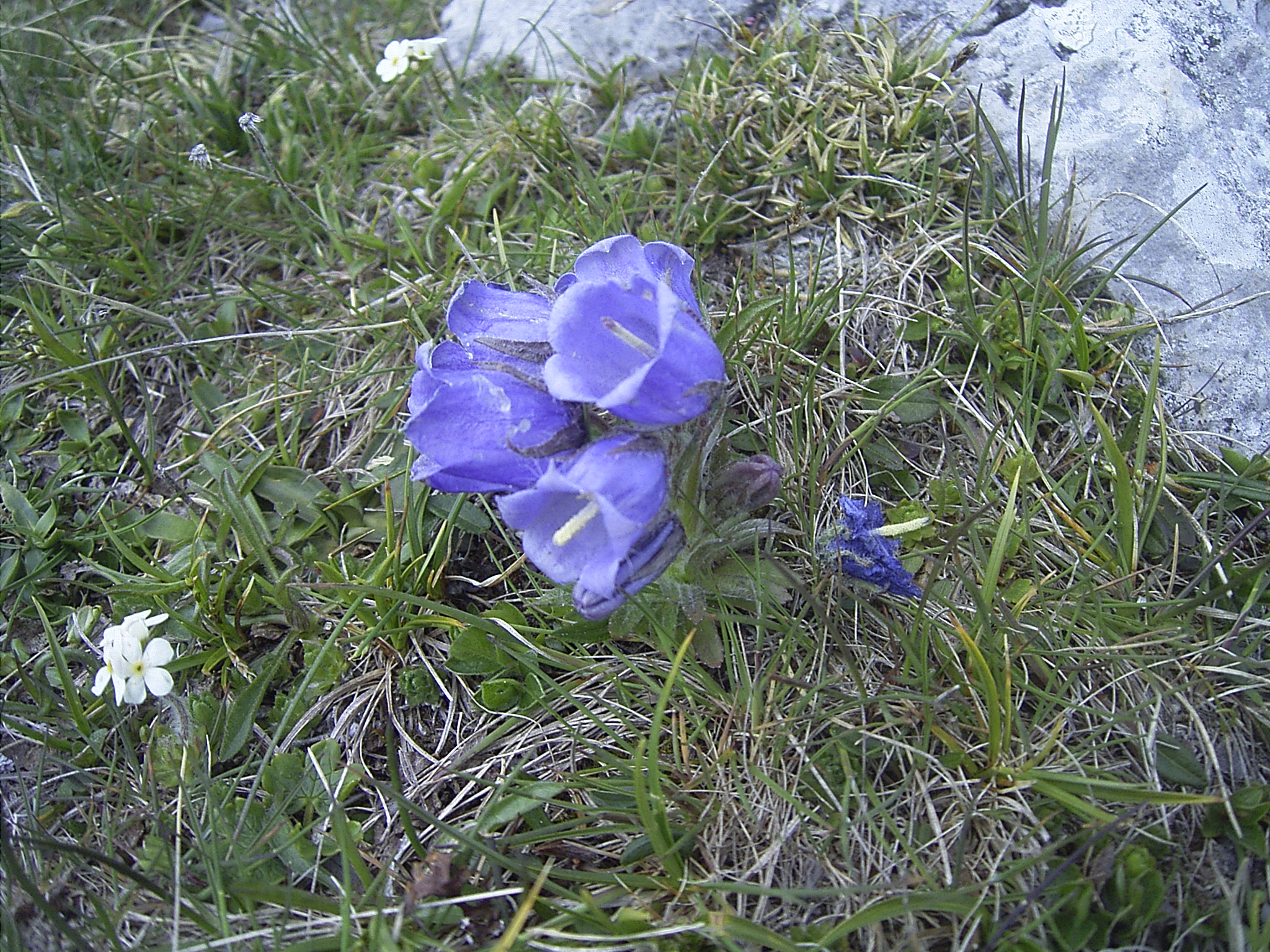